# Elecciones generales de Paraguay de 1958
Las elecciones generales de Paraguay de 1958 tuvieron lugar el domingo 9 de febrero del mencionado año con el objetivo de renovar la presidencia de la República para el período 1958-1963, así como los 60 escaños de la Cámara de Diputados. Aunque no se conocen registros de votantes, se estima que la cantidad de ciudadanos registrados para sufragar ascendía a 310.000, de una población de más de 1.655.000 habitantes. Las mujeres no tenían derecho a voto, ni podían ser electas.
Fueron las segundas elecciones desde el golpe de Estado de 1954, que llevó a la instauración de la dictadura de Alfredo Stroessner, así como las últimas en la historia del país en las que Asociación Nacional Republicana - Partido Colorado (ANR-PC) fue el único partido político legal del país. Stroessner, que cumplía un mandato acortado de cuatro años para culminar el período inconcluso del derrocado presidente, Federico Chaves, se presentó a la reelección para un segundo mandato. Para entonces, ya había aplastado a la mayoría de su oposición interna, por lo que fue el único candidato en disputar la contienda. La ANR-PC presentó también una lista única de candidatos para la Cámara de Diputados, cuyos miembros ejercían mandato desde 1953. Al no haber oposición alguna, el oficialismo ganó sin oposición tanto la presidencia como la totalidad de los escaños, siendo juramentados el 15 de agosto.
Además de ser la última elección del período unipartidista (1947-1963), fue la última ocasión en la que solo los ciudadanos varones pudieron votar. El 5 de julio de 1960, se aprobó la Ley N.º 704 "De los derechos políticos de la mujer", que establecía el sufragio universal y la igualdad de condiciones de elección para hombres y mujeres por primera vez en la historia paraguaya. Además, los partidos políticos de oposición fueron nominalmente legalizados. Sin embargo, las circunstancias políticas del país no variaron, y en la práctica el país continuó siendo una dictadura personalista, con Stroessner detentando el poder hasta su derrocamiento en febrero de 1989.

## Antecedentes
Tras encabezar una sublevación exitosa contra el gobierno de Federico Chaves, en medio de una persistente inestabilidad política dentro del régimen de partido único del Partido Colorado, Alfredo Stroessner resultó elegido presidente de Paraguay sin oposición alguna. Aunque tanto él como el presidente provisional durante su elección, Tomás Romero Pereira, declararon haber realizado el golpe para poner fin a los abusos e injusticias durante el gobierno de Chaves, Stroessner procedió nada más asumir a instaurar un régimen más autoritario y represivo que el anterior. Poco después de jurar el cargo, decretó el estado de sitio, lo que le permitió suspender las libertades civiles. Las disposiciones sobre el estado de sitio permitieron al gobierno arrestar y detener a cualquier persona indefinidamente sin juicio, así como prohibir las reuniones públicas y las manifestaciones. El nuevo gobierno, de carácter ferozmente anticomunista, renovó el estado de sitio cada noventa días durante los siguientes años, y justificó su represión como una medida necesaria para proteger al país. De cara a las elecciones de 1958, Stroessner, que tenía derecho a un segundo mandato según la constitución vigente, anunció su intención de presentarse a la reelección, habiendo aplastado toda oposición interna dentro del partido.

## Sistema electoral
Bajo la ley electoral vigente, el presidente de la República del Paraguay, jefe de Estado y gobierno del país, era electo por voto popular por simple mayoría de votos para un mandato de cinco años con posibilidad de una sola reelección inmediata. El Congreso era unicameral y cosnsistía en una Cámara de Diputados compuesta por 60 escaños, elegidos al mismo tiempo que la presidencia mediante un sistema de lista completa. Debido a que desde 1947 no había ningún partido de oposición legal, todas las elecciones habían sido con una lista única del Partido Colorado, tanto para la presidencia como para el poder legislativo, por lo que en la práctica las elecciones eran plesbicitarias.

## Jornada electoral
La elección se realizó entre las 7:00, cuando se constituyeron las mesas receptoras de votación, hasta las 16:00 horas, cuando finalizó la jornada electoral. Durante este período, el estado de sitio fue parcialmente anulado, aunque se restauró horas después de finalizar la jornada. Stroessner votó en el colegio San José de Asunción, mismo lugar en el que emitió sufragio su Ministro del Interior, Edgar Insfrán. El escrutinio comenzó inmediatamente en cada mesa de votación.

## Resultados
|  | 100.00 % |

|  | 97.34 % |

|  | 2.66 % |

|  | 100.00 % |

|  | 97.90 % |